# Bay Area Sports Hall of Fame
Le Bay Area Sports Hall of Fame (BASHOF) est le temple de la renommée des athlètes de la région de la baie de San Francisco, aux États-Unis. Situé à San Francisco, il a été créé en 1979 sous la forme d'une association sans but lucratif.